# Franz Kreisel
Franz Kreisel (* 6. Januar 1890 in Garmisch-Partenkirchen; † 18. November 1960 ebenda) war ein deutscher Fußballtorhüter, Eishockeyspieler und -trainer sowie -schiedsrichter.

## Karriere

### Fußball
Kreisel, der ab 1911 zunächst der zweiten Mannschaft des FC Bayern München angehörte, absolvierte in den Süddeutschen Meisterschaften, während seiner Vereinszugehörigkeit insgesamt 37 – nach anderen Angaben 35 – Partien als Torwart. Von September 1915 bis Juli 1916 war er Mannschaftskapitän.
In seiner Premierensaison 1910/11 bestritt er lediglich ein Freundschaftsspiel, ehe er in der Folgesaison 1911/12 im Ostkreis in zehn Spielen, davon acht in Folge, eingesetzt wurde. Außerdem absolvierte er neun Freundschaftsspiele. Sein Pflichtspieldebüt gab er am 17. September 1911 (1. Spieltag) beim 11:0-Sieg im Heimspiel gegen den FC Pfeil Nürnberg.
In der Saison 1913/14 bestritt er sechs Punkt- und elf Freundschaftsspiele, in der Folgesaison 1914/15 zwei Freundschaftsspiele. Kreisel war ab dem 4. Januar 1915 Angehöriger des Kriegsausschusses und wurde in der am 28. Juli 1915 einberufenen Kriegsausschuss-Sitzung, in der eine neue Zusammensetzung erfolgte, Kassierer. In seiner letzten Saison 1915/16 machte er 21 Pflichtspiele, wirkte auch in vier Freundschaftsspielen mit und erzielte ein Tor. Sein letztes Pflichtspiel bestritt er am 28. Mai 1916 im regionalen Gau Oberbayern Gruppe 1 mit dem Finalspiel um die Qualifikation zur Teilnahme an der Endrunde um die Ostkreismeisterschaft, das auf neutralem Platz gegen die Fußballabteilung des TV 1860 München mit 4:5 verloren wurde.

### Eishockey
Franz Kreisel, der bereits 1913/14 im Kader des MTV 1879 München stand und später bis Dezember 1923 beim MEV 1883 München spielte, gehörte im Jahr 1923 zu den Mitbegründern der Eishockeyabteilung des SC Riessersee und wurde dessen sportlicher Leiter.  Mit der Mannschaft gewann er in der Saison 1927 den deutschen Meistertitel. Kreisel beendete seine Karriere als Eishockeyspieler 1933 im Alter von 43 Jahren. Im Anschluss an seine Spielerlaufbahn war er von 1945 bis 1947 als Trainer des SC Riessersee tätig. Zudem war er bei den Olympischen Winterspielen 1936 in Garmisch-Partenkirchen einer der Schiedsrichter des Eishockeywettbewerbs.

#### International
Für die deutsche Eishockeynationalmannschaft nahm Kreisel an den Olympischen Winterspielen 1928 in St. Moritz teil. Im Turnierverlauf kam er zu zwei Einsätzen. Bei der Weltmeisterschaft 1930 gewann er mit seiner Mannschaft die Silbermedaille. Als bestes europäisches Team wurde Deutschland zudem Europameister. Bei der Europameisterschaft 1927 gewann er mit seiner Mannschaft die Bronzemedaille.
Zum 1. Mai 1933 trat er der NSDAP bei (Mitgliedsnummer 3.209.972).

## Erfolge und Auszeichnungen
- 1927: Deutscher Meister mit dem SC Riessersee

### International
- 1927: Bronzemedaille bei der Europameisterschaft
- 1930: Silbermedaille bei der Weltmeisterschaft

## Werke
- 1933: Eishockey in Wort und Bild, Bergverlag Rudolf Rother
  - 1955: Nachkriegsneuauflage